# Franciscus Patricius
Franciscus Patricius (chorw. Petriš lub Frane Petrić, wł. Francesco Patrizi; ur. 25 kwietnia 1529 na Cresie, zm. 6 lutego 1597 w Rzymie) – chorwacki i włoski filozof renesansowy. Pochodził ze szlachty chorwackiej. Był przedstawicielem platonizmu renesansowego . Studiował teologię i medycynę, pełnił funkcję nadwornego filozofa księcia Ferrary. Patrizi podnosił do rangi podstawowej kategorii filozoficznej kategorię czysto fizyczną – światło, które w pracy Patriziego Nowa filozofia wszechświata (Nova de universis philosophia) zastępuje neoplatońską emanację biegnącą od Boga do świata zmysłowo postrzegalnego. Swoje poglądy etyczne Patrizi wyłożył w pracy L’amorosa filosofia.
Panteistyczna filozofia przyrody Patriziego była wrogo przyjmowana przez ortodoksję scholastyczną, a Kościół włączył dzieło Patriziego Nowa filozofia wszechświata do „Indeksu ksiąg zakazanych”. Monografia autorstwa Žarko Dadicia poświęcona jego myśli filozoficznej została opublikowana w 2000 roku.
Franciscusa Patriciusa pochowano w kościele św. Onufrego w Rzymie obok włoskiego poety Torquata Tassa (1544–1595).

## Prace
w łacinie
- Artis historiae penus. Octodecim scriptorum tam veterim quam recentiorum monumentis. Basileae, Ex officinia Petri Paterna, 1579.
- Della Historia dieci dialoghi. Venetia: Appresso Andrea Arrivabene. 1560.
- De historia dialogi X. Con Artis historicae penus. Basel. 1579.
- De rerum natura libri ii. priores. Aliter de spacio physico;aliter de spacio mathematico. Ferrara: Victorius Baldinus 1587.
- De spacio physico et mathematico. Ed. Helene Vedrine. Paris: Libr. philosophique J. Vrin, 1996.
- Discussionum Peripateticarum tomi iv, quibus Aristotelicae philosophiae universa Historia atque Dogmata cum Veterum Placitis collata, eleganter et erudite declarantur. Basileae. 1581
- Nova de Universis philosophia. Ad calcem adiecta sunt Zoroastri oracula cccxx. ex Platonicis collecta, etc. Ferrara. 1591, Venice 1593.
- Apologia ad censuram, [No details]

w języku włoskim
- L’amorosa filosofia. Firenze, F.Le Monnier, 1963.
- Della historia dieci dialogi (Della historia dieci dialoghi). Venice. 1560.
- Della nvova geometria di Franc. Patrici libri XV. Ne’ quali con mirabile ordine, e con dimostrazioni à marauiglia più facili, e più forti delle usate si vede che la matematiche per uia regia, e più piana che da gli antichi fatto n? si è, si possono trattare …. Ferrara, Vittorio Baldini 1587 [bound in the same vol. Quattro Libri Geometrici di Silvio Belli Vencntino!. Venice. 1595.]
- Della poetica. ed. critica a cura di D. A. Barbali. Bologna, Istituto Nazionale di Studi sul Rinascimento, vol. 1-3 1969–1971.
- Della poetica…la deca disputata. Ferrara. 1586.
- Della retorica dieci dialoghi… nelli quali si favella dell’arte oratoria con ragioni repugnanti all’opinione, che intorno a quella hebbero gli antichi scrittori (Deset dijaloga o retorici). Venetia: Appresso Francesco Senese, 1562.
- Difesa di Francesco Patrizi; dalle cento accuse dategli dal signor Iacopo Mazzoni. [in Discorso intorno all Risposta dal. sig. F. Patricio] Ferrara. 1587
- La Città felice, Venice: Griffio, 1553. In Utopisti e Riformatori sociali del cinquecento. Bologna. N. Zanichelli. 1941.
- L’Eridano. In nuovo verso heroico…Con i sostentamenti del detto verso. Ferrara. Appresso Francesco de Rossi da Valenza 1557.
- Parere del s. Francesco Patrici, in difesa di Lodovico Ariosto. All’Illustr. Sig. Giovanni Bardi di Vernio, Ferrara 1583.
- Risposta di Francesco Patrizi; a due opposizioni fattegli dal sign. Giacopo Mazzoni [in Della difesa della Comedia di Dante] Ferrara. Vitt. Baldini 1587